# Eleanor Rigby
Eleanor Rigby ist ein Lied der britischen Band The Beatles, das in der Originalversion 1966 für das Album Revolver entstand. Das Lied wurde hauptsächlich von Paul McCartney komponiert und wird wie die meisten Beatles-Kompositionen dem Copyright Lennon/McCartney zugeschrieben. Laut Paul Muldoon zeigen der Aufbau des Liedtextes, bei dem die zwei Hauptfiguren in der ersten und zweiten Strophe eingeführt und in der dritten zusammengebracht werden, sowie die an der Musik von Bernard Herrmann orientierte Orchestrierung durch George Martin filmische Elemente wie in Alfred Hitchcocks Spielfilm Psycho.

## Hintergrund
Paul McCartney schrieb, nachdem er seine Freundin Jane Asher in Bristol besucht hatte, das Stück am Klavier im Musikzimmer des Hauses der Eltern von Jane Asher in London, wo er damals wohnte.

„Ich komponierte das am Klavier, indem ich einfach über einen e-Moll-Akkord improvisierte; dann ließ ich es als Improvisation stehen und legte eine Melodie darüber, tanzte einfach oben darüber. Es hat fast indische Rhythmen.“

Donovan erinnerte sich, dass McCartney als vorläufigen Platzhaltertext die Zeilen “Ola Na Tungee blowing his mind in the dark, with a pipe full of clay. No one can say.” benutzte. Um 1962 hatte McCartney seinem damaligen Klavierlehrer (ein von Jane Ashers Mutter organisierter Lehrer der Guildhall School of Music and Drama) zu improvisierten e-Moll-Akkorden „Ola Na Tungee“ vorgesungen. Worum es im Stück gehen sollte, wusste McCartney nicht, bis er die Zeile „Picks up the rice in a church where a wedding has been“ dichtete. Er stellte sich die Frage, weshalb jemand Reis in einer Kirche aufsammeln sollte. Seine Gedankengänge führten zu dem Entschluss, ein Lied über einsame Menschen zu schreiben. Der Song bzw. das Gedicht Eleanor Rigby wurde unter anderem von Allen Ginsberg und William S. Burroughs (Vertretern der sogenannten Beat Generation und des Spoken Word) bewundert.

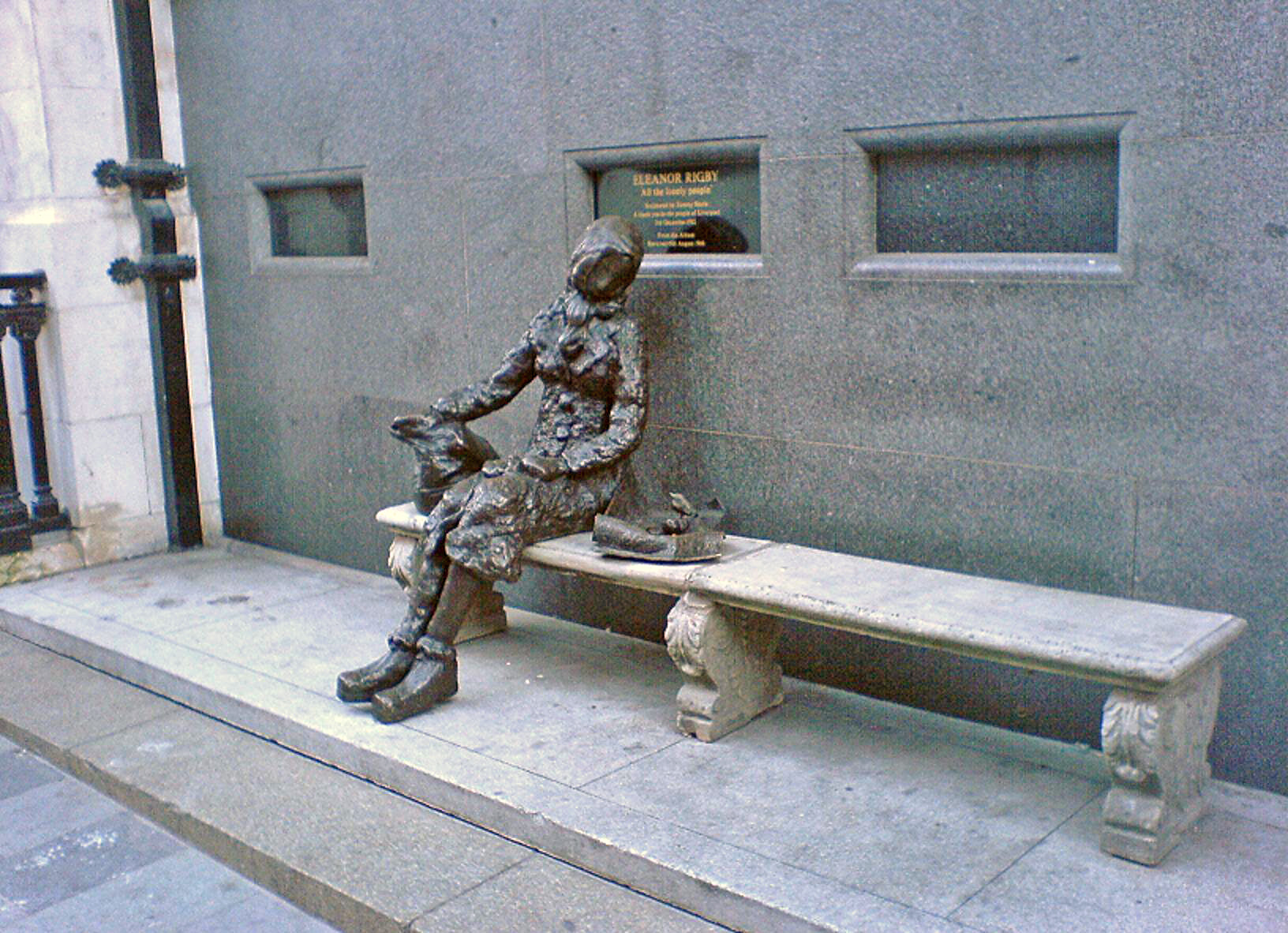
Eleanor-Rigby-Skulptur in Liverpool

McCartney war bemüht, einen echt klingenden Namen für die Hauptfigur des den Alltag einer Person darstellenden Liedes zu finden. Er kombinierte schließlich den Namen eines Ladens namens Rigby, den er im Januar 1966, nachdem Jane Asher im Old Vic Theatre in einem Stück gespielt hatte, in Bristol gesehen hatte, mit dem Vornamen der den Beatles bereits aus The Establishment, einem Club von Peter Cook in der Greek Street in Soho (London), bekannten Schauspielerin Eleanor Bron, die der Star der damals beliebten, von 1964 bis 1965 gesendeten, Fernsehserie Not so Much a Programme, More a Way of Life war und eine Hauptrolle im Beatles-Spielfilm Help! von 1965 gespielt hatte.

“I got the name Rigby from a shop in Bristol. I was wandering round Bristol one day and saw a shop called Rigby. And I think Eleanor was from Eleanor Bron, the actress we worked with in the film Help! But I just liked the name. I was looking for a name that sounded natural. Eleanor Rigby sounded natural.”

„Den Namen Rigby habe ich von einem Laden in Bristol. Ich lief eines Tages in Bristol herum und sah einen Laden namens Rigby. Ich glaube, Eleanor geht auf die Schauspielerin Eleanor Bron zurück, mit der wir im Spielfilm Help! zusammengearbeitet hatten. Ich suchte einen Namen, der natürlich klang. Eleanor Rigby klang natürlich.“

Im Jahr 2021 schrieb McCartney, dass der Song unter anderem auf eine alte alleinlebende Dame zurückgehe, die er gelegentlich besuchte, und deren Geschichten die Songs, die er später schrieb, beeinflusst habe. McCartney erinnert sich, dass der Song ursprünglich auch mit einem anderen Namen begonnen haben könnte („Daisy Hawkins“).
Mit dieser Grundidee und der Melodie fuhr McCartney zu John Lennons Haus in Weybridge, um dort den Text fertigzustellen. Ebenfalls anwesend waren George Harrison und Ringo Starr sowie Pete Shotton, ein Freund aus Kindertagen und ehemaliges Mitglied der Quarrymen. Gemeinsam trug man Ideen zusammen, wie beispielsweise den Priester, der seine Socken stopft. Der Priester trug ursprünglich den Namen Father McCartney, weil es von der Anzahl der Silben gut passte. McCartney entschied sich allerdings dafür, einen unverfänglicheren Namen zu finden, und suchte im Telefonbuch nach einem passenden Ersatz. Die Wahl fiel auf den (schottischen) Nachnamen McKenzie und somit entstand Father McKenzie.

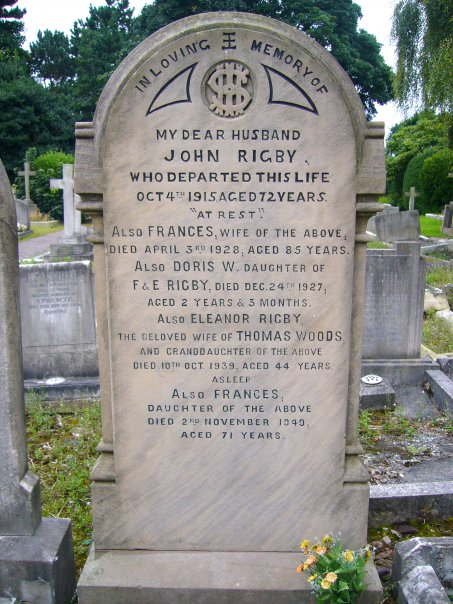
Grabstein von Eleanor Rigby auf dem Friedhof von St. Peter Parish Church

John Lennon behauptete in zwei Interviews – eines im Jahr 1972 für das Musikmagazin Hit Parader, das andere 1980 mit David Sheff für den Playboy –, er habe einen größeren Anteil am Text von Eleanor Rigby als McCartney. Dieser war anderer Meinung und bezifferte Lennons Anteil auf etwa 20 Prozent. Pete Shotton, der bei der Ausarbeitung der fehlenden Textteile in Lennons Haus anwesend war, stützte McCartneys Darstellung und schrieb in seinem Buch John Lennon in My Life sogar, dass Lennon zu diesem Lennon-McCartney-Klassiker „praktisch nichts beigetragen“ habe.
In den 1980er Jahren wurde in Liverpool auf dem Friedhof der St. Peter Parish Church (kurz: St. Peter’s Church) im Stadtteil Woolton der Grabstein einer Eleanor Rigby entdeckt. McCartney und Lennon verbrachten in ihrer Jugendzeit oft Zeit auf diesem Friedhof, der sich in der Nähe ihres ersten Treffens im Jahr 1957 befindet. McCartney stellte fest, dass es entweder totaler Zufall oder das Produkt seines Unterbewusstseins gewesen sein könnte (Kryptomnesie), wobei er eher zu letzterem neigen würde. Die wirkliche Eleanor Rigby wurde 1895 geboren und lebte in Liverpool, möglicherweise in der Vorstadt Woolton, verheiratet mit Thomas Woods. Sie starb am 10. Oktober 1939 im Alter von 44 Jahren. Unabhängig davon, ob sie McCartneys Inspiration für den Titel des Liedes war oder nicht, heute ist Eleanor Rigbys Grab ein Anlaufpunkt für Beatles-Fans, die Liverpool besuchen. Als Zeichen der Verbindung von Liedtext und der echten Eleanor Rigby ist im Musikvideo zu dem Lied Free as a Bird der Grabstein zu sehen. Im Juni 1990 stiftete McCartney dem Sunbeams Music Trust ein Dokument aus dem Jahr 1911, das durch die damals 16-jährige Eleanor Rigby unterzeichnet worden war. Das Dokument wurde auf einer Auktion im November 2008 für 115.000 Pfund Sterling verkauft. Das Dokument stammte aus einem Gehaltsregister des Liverpool City Hospital. E. Rigby wird in diesem Verzeichnis als Küchenmädchen geführt.

## Aufnahme
Am 28. April 1966 wurden im Studio 2 der Londoner Abbey Road Studios unter der Leitung von George Martin die Streichinstrumente aufgenommen. Dazu wurden an Instrumenten nur vier Violinen, zwei Bratschen und zwei Violoncelli verwendet, das Arrangement, dessen hektisch-fieberhafte Streicher an Bernard Herrmanns Filmmusik zur Mordszene in Hitchcocks Psycho (1960) erinnern, stammt von George Martin. Tony Gilbert und Sidney Sax, John Sharpe und Jürgen Hess spielten die Violinen. Stephen Shingles und John Underwood spielten die Bratschen und Derek Simpson und Norman Jones waren die Cellisten. Um einen ganz besonderen Klang zu erzielen, platzierte der Tontechniker Geoff Emerick die Mikrofone bei den Aufnahmen sehr nahe an den Instrumenten.
McCartneys Gesangsstimme wurde am 29. April 1966 aufgenommen. John Lennon und George Harrison sangen die Harmonien. Am 6. Juni 1966 ersetzte McCartney seinen Gesang durch eine neue Aufnahme. Ringo Starr war an den Aufnahmen nicht beteiligt.
Die Monoabmischung und die Stereoabmischung erfolgten am 22. Juni 1966. Bei der Monoversion von Eleanor Rigby hat der Gesang mehr Dominanz im Vergleich zur Stereoversion.

## Single
Das 2:06 Minuten lange Lied wurde in Großbritannien am 5. August 1966 zusammen mit Yellow Submarine als Single mit zwei A-Seiten ausgekoppelt. Es war das erste Mal, dass die Beatles eine Single zeitgleich mit dem Album veröffentlichten, aus dem sie ausgekoppelt wurde. Die beiden Lieder stiegen am 10. August 1966 auf Platz 2 in die britische Hitparade ein. In der folgenden Woche erreichte die Single Platz 1 und hielt sich dort vier Wochen. Für die Single hatten 250.000 Vorbestellungen vorgelegen. Ende 1966 waren in Großbritannien 455.000 Singles verkauft worden. In den USA wurde die Single am 8. August 1966 veröffentlicht. Sie verkaufte sich in den ersten vier Wochen 1,2 Millionen Mal. In der US-amerikanischen Hitparade, in der auch die Radioeinsätze für die Chartplatzierung dazugezählt werden, war Yellow Submarine der beliebtere Titel und erreichte Platz 2, während Eleanor Rigby als beste Platzierung auf Platz 11 kam.
Bei der Grammy-Verleihung 1967 bekam Paul McCartney die Auszeichnung für die „beste zeitgenössische (Rock & Roll) Solo-Gesangsdarbietung“ in dem Lied.

## Veröffentlichungen
- Am 28. Juli 1966 erschien in Deutschland das elfte Beatles-Album Revolver, auf dem Eleanor Rigby enthalten ist. In Großbritannien wurde das Album erst am 5. August 1966 veröffentlicht, dort war es das siebte Beatles-Album.
- In den USA wurde Eleanor Rigby auf dem dortigen 13. Album Revolver (US-Version) am 5. August 1966 veröffentlicht.
- In den darauffolgenden Jahren wurde Eleanor Rigby für folgende Kompilationsalben der Beatles verwendet: A Collection of Beatles Oldies (1966), 1962–1966 (1973), 20 Greatest Hits (1982), Past Masters (1988) und 1 (2000).
- Aufnahme-Take 14, eine neue Abmischung der Streicherbegleitung aus dem Jahr 1995, wurde auf dem Kompilationsalbum Anthology 2 am 13. März 1996 veröffentlicht.
- Am 13. September 1999 erschien das von Peter Cobbin und seinen Assistenten Paul Hicks und Mirek Stiles neu abgemischte Soundtrackalbum Yellow Submarine Songtrack. Das doppelte Tracking, das sich in der ersten Strophe auf der 1966er Stereoversion von Eleanor Rigby befand, wurde im 1999er Remix korrigiert. Darüber hinaus wurden die Streicher in einer ähnlichen Weise wie in der Anthology 2 instrumentell getrennt. Es wurden für den wiederveröffentlichten Film Yellow Submarine darüber hinaus 5.1-Abmischungen angefertigt.
- Am 6. November 2015 wurde das Album 1 zum zweiten Mal wieder veröffentlicht. Dabei sind bei einigen Liedern, die von Giles Martin und Sam Okell neu abgemischt wurden, deutlich hörbare Unterschiede zu vernehmen. Die Stereoanordnung des Gesangs wurde bei Eleanor Rigby verändert.[17][18]
- Am 28. Oktober 2022 erschien die Jubiläumsausgabe des von Giles Martin und Sam Okell neu abgemischten Albums Revolver (Super Deluxe Box), auf dieser befinden sich, neben der Monoversion, die beiden Instrumentalversionen (Speech Before Take 2) und (Take 2).
- Am 10. November 2023 wurde das Kompilationsalbum 1962–1966 erneut wiederveröffentlicht. Auf diesem befindet sich Eleanor Rigby in der von Giles Martin und Sam Okell 2022 abgemischten Version.

## Kommerzieller Erfolg

### Chartplatzierungen
Durch die Veröffentlichung von Eleanor Rigby als zweite Seite der Doppel-A-Single Yellow Submarine wurde in den meisten Ländern letzteres in den Charts geführt. In den Vereinigten Staaten erreichte das Lied durch Radioeinsätze die Charts. Die separate Platzierung in Großbritannien erfolgte 2010 rein durch Downloads.
| ChartsChartplatzierungen       | Höchstplatzierung | Wochen |
| ------------------------------ | ----------------- | ------ |
| Vereinigte Staaten (Billboard) | 11 (8 Wo.)        | 8      |
| Vereinigtes Königreich (OCC)   | 94 (1 Wo.)        | 1      |

### Auszeichnungen für Musikverkäufe
| Land/Region                  | Auszeichnungen für Musikverkäufe (Land/Region, Auszeichnung, Verkäufe) | Verkäufe |
| ---------------------------- | ---------------------------------------------------------------------- | -------- |
| Neuseeland (RMNZ)            | Gold                                                                   | 15.000   |
| Vereinigtes Königreich (BPI) | Platin                                                                 | 600.000  |
| Insgesamt                    | 1× Gold · 1× Platin ·                                                  | 615.000  |

Hauptartikel: The Beatles/Auszeichnungen für Musikverkäufe

## Coverversionen (Auswahl)
Verschiedene Künstler haben das Lied gecovert:
- 1967: Joan Baez auf ihrem Album Joan
- 1967: Richie Havens auf seinem Album Mixed Bag
- 1967: Vanilla Fudge auf dem gleichnamigen Album
- 1968: Booker T. & the M.G.’s auf ihrem Album Soul Limbo
- 1968: Ray Charles als Single und auf seinem Album A Portrait of Ray
- 1968: Sonny Criss auf seinem Album Rockin’ In Rhythm
- 1968: P. P. Arnold auf P. P. Arnold Greatest Hits[21]
- 1968: The Crusaders auf ihrem Album Lighthouse ’68
- 1968: The Free Design auf ihrem Album You Can’t Be Born Again
- 1969: Lonnie Smith Sextet mit Lee Morgan, Melvin Sparks, Idris Muhammad u. a. auf Turning Point
- 1969: Paul Anka auf seinem Album Life Goes On
- 1970: John Denver auf seinem Album Whose Garden Was This
- 1970: Udo Jürgens auf seinem Album Udo 71
- 1972: Peggy March auf ihrem Album Lady Music mit deutschem Text von Michael Holm
- 1978: Ethel the Frog als Single und auf dem Album Ethel the Frog (1980)
- 1985: Stanley Jordan auf seinem Album Magic Touch
- 1995: Chick Corea auf dem Beatles-Coveralbum (I Got No Kick Against) Modern Jazz
- 1995: Big Country auf dem Album EclectiC
- 1997: Donald Dark auf ihrem Album Alien das Schmunzelmonster als Techno Version
- 1998: Kansas auf ihrem Album Always Never the Same
- 1998: Rick Wakeman auf seinem Album Tribute
- 1998: Tangerine Dream auf ihrem Album Dream Encores
- 2000: Joe Jackson auf dem Album Summer in the City: Live in New York
- 2002: Pain auf ihrem Album Nothing Remains The Same als Industrial/Electronic Metal Version
- 2004: David Qualey auf seinem Album unBEATabLE in einem Arrangement für Solo-Gitarre
- 2004: Till Brönner auf seinem Album That Summer
- 2005: Thrice auf ihrer EP If We Could Only See Us Now
- 2007: Maynard Ferguson auf dem Album The Lost Tapes
- 2009: Swingle Singers auf dem Album Ferris Wheels
- 2009: King’s Singers auf dem Album Beatles Collection
- 2015: Alice Cooper auf dem Album The Art of McCartney
- 2016: Beathotel auf dem Album Fast Forward
- 2021: Cody Fry als Single[22]
- 2022: The Hellacopters auf ihrer EP Through The Eyes Of …

Weitere Interpreten, die das Stück in ihr Repertoire aufnahmen, waren unter anderem die Four Tops, Rare Earth, Aretha Franklin, Kim Weston, Talib Kweli und Our Last Night.

## Sonstiges
- 1967 wurde Bob Marley durch Eleanor Rigby für seinen Titel Sun Is Shining inspiriert.[23]
- Der 2004 veröffentlichte Roman Eleanor Rigby des kanadischen Autors Douglas Coupland ist nach dem Lied der Beatles benannt.
- 1981 veröffentlichte die Sängerin Bettina Wegner den Song Für Eleanor Rigby, in dem das tragische Leben und der Selbstmord einer jungen Frau erzählt wird.[24]